# Памятник тамбовской казначейше
Тамбовская казначейша — памятник литературному герою поэмы М.Ю Лермонтова «Тамбовская казначейша». Памятник установлен в 2016 году по инициативе администрации Тамбовской области к юбилею города Тамбов. Автор скульптуры — скульптор А. А. Миронов.

## История

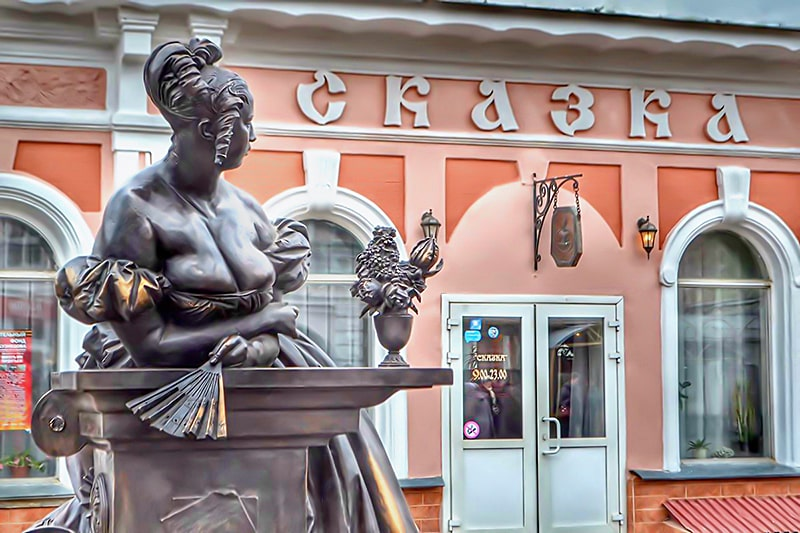

Памятник установлен в память об одноименном произведении М. Ю. Лермонтова. По легенде, проездом в имение бабушки в Тарханы, Лермонтов заезжал в гости к однокашникам братьям Фёдору и Юрию Протасьевым в Тамбов. Братья в те времена управляли игровым карточным домом, в котором великосветское тамбовское общество иногда проигрывало состояния. Этот факт, по мнению историков-краеведов, натолкнул поэта на создание произведения «Тамбовская казначейша».
В поэме скрыт пикантный драматический сюжет, по которому: первую красавицу Тамбова Авдотью Николаевну выдают замуж за лысого, жадного старика казначея, вскоре в Тамбов приезжает полк улан, ротмистр влюбляется в казначейшу. Казначей проигрывает уланам состояние и жену. Уланы уезжают. Казначейша, остаётся одна. Конец поэмы читатель должен додумать сам.
Произведение напечатали в 1838 году в журнале «Современник». Жуковский, пытаясь приблизить поэму к цензурным требованиям, вычеркнул названия и изменил строфы. Заменив город Тамбов просто буквой Т… Лермонтов возмутился подобной редактуре и порвал копию первого издания в гневе. Впоследствии черновик оригинала утратили, и осталась только редакторская версия Жуковского.
После выхода поэмы читатели разделились на два лагеря: первые считали поэму шедевром и оценили содержание по достоинству, вторые — безвкусной.

## Спорность
Памятник как поэма вызвал огромное количество споров и обсуждений. Люди ошибочно думали, что портрет живописца В. А. Тропинина «Женщина в окне» — это Тамбовская казначейша, но это не так. Бывший современником Лермонтова Тропинин, нигде не упоминал о том, что портрет написан по мотивам поэмы «Тамбовская казначейша». А также и современники портретиста не вспоминали этого факта.
Горожане представляли себе «Казначейшу» хрупкой девушкой, как на картине Тропинина, но скульптор представил иной вариант — пышногрудую красавицу с глубоким декольте.

Изначально тамбовчане не приняли памятник. Например, группа активистов-староверов «Спасем студенец» прикрыли грудь Авдотье Николавне шалью, опасаясь развращения молодежи открытым бюстом. Со временем горожане полюбили Авдотью Николаевну и даже гордятся ей. Горожане верят, если потереть каблучок или грудь скульптуры — к деньгам.

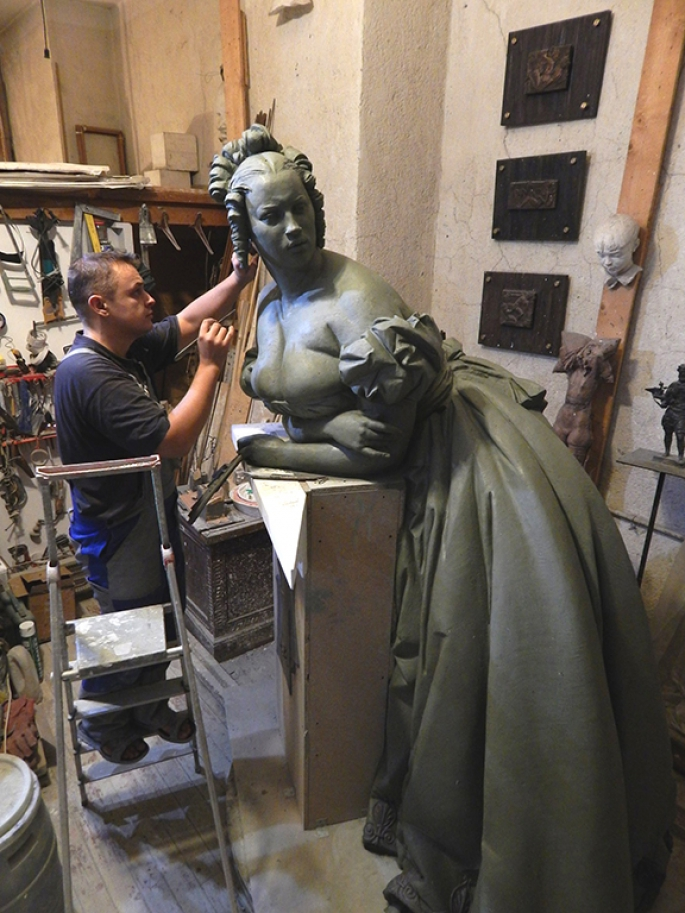
Скульптор Александр Миронов работает над «Казначейшей».